# Cariango
Cariango, também grafada como Kariango, é uma vila e comuna angolana que se localiza na província de Cuanza Sul, pertencente ao município da Quibala..
Na comuna encontra-se a Muralha do Cariango, uma construção defensiva construída por Portugal. Actualmente encontra-se em ruínas.
Dista há 45 quilómetros da comuna-sede de Quibala, no desvio para Mussende. São cerca de 30 minutos de viagem de carro.
A comuna do Cariango produz mandioca, cana de açúcar, milho, ginguba, banana, batata doce, repolho, alho cebola, abacate, abacaxi, feijão e sisal.